# Trelleborgs velocipedfabrik

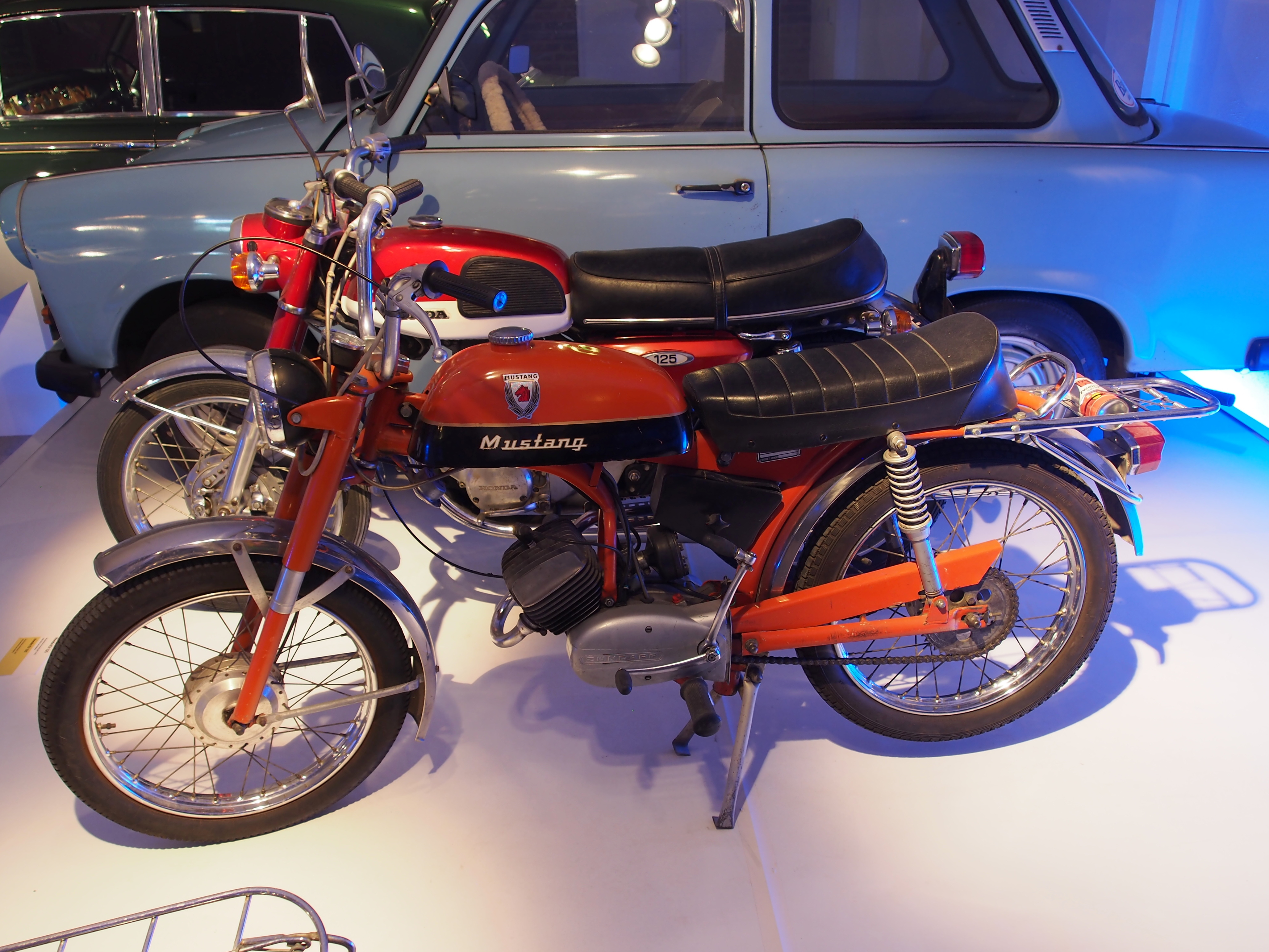
Mustang moped utställd på Teknikens och sjöfartens hus i Malmö.

Trelleborgs velocipedfabrik var en cykelfabrik i Trelleborg, som grundades år 1923 av Carl Liljeberg och lades ned 1994. Ursprungligen skedde tillverkningen i liten skala och cyklarna som var av märket TV såldes i huvudsak i den egna affären i staden. Man tillverkade också ramar m.m. till andra cykelfirmor. År 1940 ombildades firman till aktiebolag samtidigt som verksamheten byggdes ut. 
År 1947 började man använda det välkända märket Mustang. Man tillverkade också cyklar av märket Royal som levererades till mindre cykelfirmor. Det sistnämnda märket användes i senare tid som varumärke för importerade cyklar. Under åren 1952-1984 tillverkades också mopeder av märket Mustang. Exempel på mopedmodeller som Mustang tillverkade är Mamba, Anaconda, Cross och Cobra. Cobran fanns i fyra grundutföranden, Cobra (utan siffror ), Cobra 1000, 2000 och 5000 GLS .  Cobra Lyx  är i princip en Cobra 1000 fast med kromad gaffel och kedjeskydd så den brukar inte alltid räknas som en egen modell. Vidare tillverkades modellerna med och utan blinkers så det fanns många varianter på grundmodellerna.
Mustangs mopedmodeller var för det mesta försedda med motorer från Zündapp. Mustang Sport levererades med treväxlad HMW-motor.
År 1989 köptes fabriken av den danska cykelfabriken Smith & Co (SCO) och nedlades år 1994.
Man tillverkade under en period även motorcyklar av lättviktsklass, till exempel Mustang 200B med 150cc JB-motor från tillverkaren J. Benson i Eskilstuna.